# 1655 en musique classique
| \| • Retour à la chronologie générale de la musique classique • \| |
| Grèce • Rome • Haut Moyen Âge • VIIIe siècle • IXe siècle • Xe siècle • XIe siècle XIIe siècle • XIIIe siècle • XIVe siècle • XVe siècle • XVIe siècle • XVIIe siècle XVIIIe siècle • XIXe siècle • XXe siècle • XXIe siècle |
| • Retour à la chronologie générale de la musique classique • |

| Années en musique classique : 1652 - 1653 - 1654 - 1655 - 1656 - 1657 - 1658    |
| Décennies en musique classique : 1620 - 1630 - 1640 - 1650 - 1660 - 1670 - 1680 |

## Événements
- Ballet des plaisirs, de Jean-Baptiste Lully.
- Ballet des bienvenus, de Jean-Baptiste Lully.

## Naissances

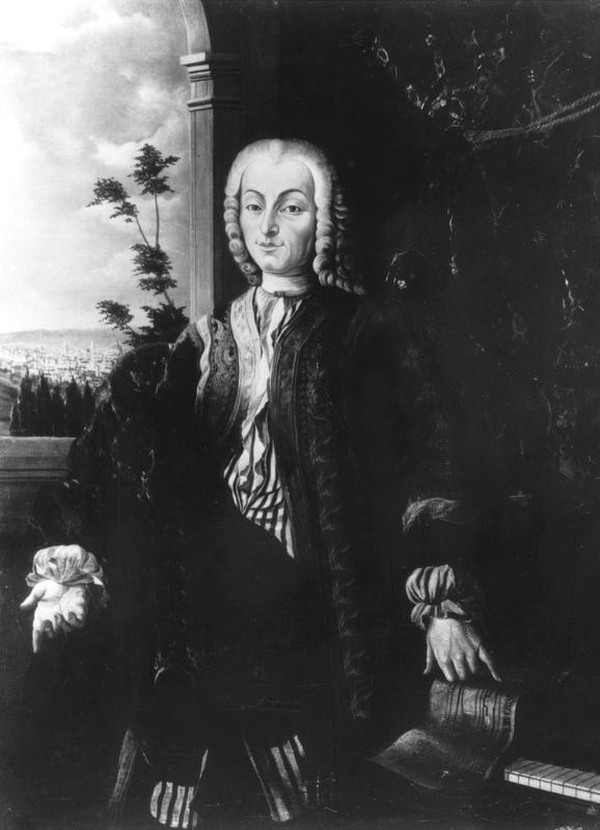
Bartolomeo Cristofori

- 18 février : Pietro Giovanni Guarneri, luthier italien († 26 mars 1720).
- 4 mai : Bartolomeo Cristofori, facteur de clavecin et pianoforte († 27 janvier 1731).
- 12 septembre : Sébastien de Brossard, compositeur et théoricien de la musique français († 10 avril 1730).

Date indéterminée :
- Pierre Bouteiller, compositeur français († 1717).

## Décès
- 4 avril : Ioannes Couchet, facteur de clavecins flamand (° 2 février 1615).
- 14 avril : Johann Erasmus Kindermann, organiste et compositeur baroque allemand (° 29 mars 1616).
- 30 juillet : Sigmund Theophil Staden, instrumentiste, organiste, théoricien et compositeur allemand (° 6 novembre 1607).

Vers 1655 : 
- Andreas II Ruckers, facteur de clavecins flamand (° 31 mars 1607).